# Fricativa retroflessa sonora
La fricativa retroflessa sonora è una consonante, rappresentata con il simbolo /ʐ/ nell'alfabeto fonetico internazionale (IPA).

## Caratteristiche
La consonante /ʐ/ presenta le seguenti caratteristiche:
- il suo modo di articolazione è fricativo, perché il suono è prodotto arricciando di più la lingua rispetto ad [z],  facendo sibilare l'aria fra la lingua ed il palato
- il suo luogo di articolazione è retroflesso, poiché la lingua è arricciata più indietro, in un luogo posteriore a quello di una normale alveolare;
- è una consonante sonora, in quanto questo suono è prodotto dal sibilare dell'aria e dalle corde vocali;
- è una consonante centrale poiché l'aria fuoriesce centralmente la lingua e non ai lati;
- è una consonante polmonare.

## Nelle lingue
Il suono /ʐ/ non è presente in italiano. Può tuttavia essere sentito nell'italiano regionale di Sicilia, influenzato dalla lingua siciliana. Nel resto del mondo si trova principalmente nelle seguenti lingue parlate:
- In lingua abcasa, come in абжа [ˈabʐa] 'mezzo'.
- In lingua mandarina, come in  肉/ròu [ʐôu̯] 'carne' ma spesso è un'approssimante retroflessa ([ɻ]).
- Nei dialetti Pashto del sud come in  ږمونځ [ʐmund͡z] 'pettine'.
- In lingua polacca, come in żona [ˈʐɔna] 'moglie'. Scritta anche ⟨rz⟩.
- In lingua russa, come in кожа [ˈkoʐə] 'pelle'.
- In lingua slovacca, come in žabka [ˈʐapka] 'rana'
- In lingua torwali, come in [ʂuʐ] 'dritto'.
- In lingua ubykh, come in [ʐa] 'incendio'.
- Nei dialetti vietnamiti del sud, come in rô [ʐo] 'diamante'.
- In lingua yi, come in ꏜ/ry [ʐɿ˧] 'erba'.